# 姜齐

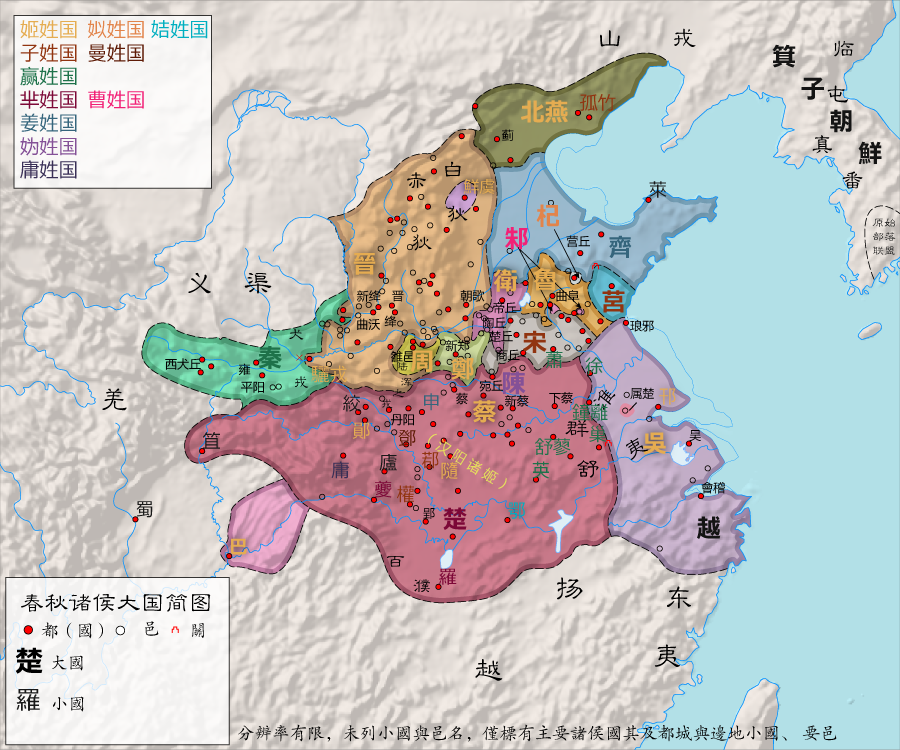
春秋時代姜齐概要圖

姜姓齊國，史称姜齊，是周朝诸侯国之一。齐国国君本为姜姓，直至战国初年被田氏取代，国名仍维持齊国，史称田氏代齊。后世为了区分，以姜齐、田齊代指两个齐国。

## 历史
齊國早在西周時期已出現，武王克殷之後，為了酬謝功臣和宗室擴展親周勢力，大行封建制度，封呂尚於齊（營丘），周武王駕崩，成王少年即位，由周公攝政，三監質疑周公試圖篡位，聯合武庚作亂，是為三監之亂，於是周公東征，第二次分封時期，齊候得到周王“五侯九伯，汝實征之”的封賞，與萊國結盟攻伐海岱之間諸小國，齊國才開始擴張。
春秋初期，齐与主要竞争对手鲁国之间经常发生战争。前689年，齐襄公灭纪，扫除东面障碍。前686年，公孙无知杀襄公自立，公子纠奔鲁，公子小白奔莒。次年，无知被杀。鲁伐齐，欲纳公子纠，而齐高氏、国氏已召小白先入，击败鲁师，立为齐桓公。桓公任用管仲进行改革，国力富强，成为霸主。前684年，齐灭掉西面小国谭，向鲁推进。前681年，又与宋、陈、蔡、邾会于北杏，南下灭小国遂，迫使鲁与齐言和，盟于柯。次年，齐假王命合陈、曹伐宋，迫使宋国屈服，并与宋、衞、郑会于鄄，又次年，齐与宋、陈、衞、郑复会于鄄，开始称霸诸侯。
春秋中期，齐桓公以“尊王攘夷”为号召，联合中原诸夏，讨伐戎、狄、徐、楚，以安定周室。前664年，齐北伐山戎，救燕；又逐狄，存邢救衞；前656年，齐合诸侯之师侵蔡伐楚，与楚盟于召陵。此后，齐多次大会诸侯。前651年，齐会鲁、宋、衞、郑、许、曹于葵丘。齐霸业达于顶峰。前643年，桓公卒，齐从此失去霸主地位。前589年，齐、晋大战于鞍（今山东济南），齐大败。到灵公、景公时，齐依旧是仅次于晋的中原强国。前567年齐灵公灭莱国，疆土扩大到山东东部：东到海，西到黄河，南到泰山，北到无棣水（今河北省滄州市盐山县南）。
春秋末年，齐衰落，卿大夫相互兼并。前548年，崔杼杀莊公，立景公。前546年，庆封灭崔氏之族。庆封专齐政。次年，栾、高（齐惠公之后）、陈（田）、鲍四族攻庆封，庆封奔吴。景公时，田桓子施惠于民，民归陈氏，陈氏因而强大。前532年，田桓子联合鲍氏攻栾氏、高氏，栾施、高彊奔鲁。前489年，景公卒，国氏、高氏（齐文公之后）立晏孺子，次年，田僖子联合鲍氏攻国氏、高氏，国夏、高张奔鲁，遂杀晏孺子，立公子陽生为齐悼公。悼公在位四年，被杀，阚止为政。前481年，田成子杀阚止，专齐政。前386年，田成子玄孙田和立为诸侯，迁齐康公于海上，前379年，康公卒，姜齐祭祀断绝。

## 田氏代齐
前481年，田乞之子田恒（田成子）杀齐简公与诸多公族，另立齐平公，进一步把持政权，又以“修公行赏”争取民心。前391年，田成子四世孙田和废齐康公。前386年，田和放逐齐康公于宋州(今商丘市)，自立为国君，同年为周安王册命为齐侯。前379年，齐康公死，姜姓齐国绝祀。田氏仍以“齐”作为国号，史称“田齐”。

## 著名事件
- 长勺之战
- 葵丘之会

## 人物

### 齊國女公子
- 宣姜，齊僖公女，卫宣公夫人，衛惠公之母。
- 文姜，齊僖公女，魯桓公夫人，魯莊公之母。與兄長齊襄公私通。[3]
- 哀姜
- 出姜
- 齊姜，齊桓公女，晉獻公夫人，為晉太子申生、秦穆公夫人穆姬的生母，秦康公的祖母。[4]
- 雷，又稱孟姜，齊景公長女，嫁田桓子（洹子孟姜壺）

### 齊國后妃
- 衛姬，齊僖公妾，生小白
- 王姬，齊襄公夫人
- 連稱從妹，齊襄公妾
- 王姬，齊桓公夫人
- 徐嬴，齊桓公夫人
- 蔡姬，齊桓公夫人
- 長衛姬，齊桓公妾，生無虧
- 少衛姬，齊桓公妾，生齊惠公
- 鄭姬，齊桓公妾，生齊孝公
- 葛嬴，齊桓公妾，生齊昭公
- 密姬，齊桓公妾，生齊懿公
- 宋華子，齊桓公妾，生公子雍
- 子叔姬，齊昭公夫人，生公子舍
- 萧桐叔子，齊惠公夫人
- 聲孟子，齊頃公夫人
- 顏懿姬，齊靈公夫人
- 鬷聲姬，齊靈公妾，生齊莊公
- 仲子，齊靈公妾，生公子牙
- 戎子，齊靈公妾
- 穆孟姬，齊靈公妾，生齊景公
- 燕姬，齊景公夫人
- 鬻姒，齊景公妾，生晏孺子
- 胡姬，齊景公妾，生陽生
- 魯子仲子，齊景公夫人
- 季姬，齊悼公夫人

### 齊國公族
齊國公族主要有：
- 高氏：齊文公之子公子高之后；另一支為齊惠公之子公子高之后。
- 國氏：齊國公族
- 崔氏：齊丁公吕伋之後。
- 栾氏：所出不祥，後來田氏、鲍氏所滅。

### 公子
- 東宮得臣，齊前莊公子
- 夷仲年，齊前莊公子
- 公子糾，齊僖公子
- 公子無虧，齊桓公子
- 公子雍，齊桓公子
- 公子舍，齊昭公子
- 公子欒，齊惠公子
- 公子高，齊惠公子
- 公子角，齊頃公子
- 公子勝，齊頃公子
- 公子牙，齊靈公子
- 公子嘉，齊景公子
- 公子駒，齊景公子
- 公子黔，齊景公子
- 公子鉏，齊景公子
- 公子彭生
- 公子買，一作公子賈
- 叔孫還
- 公孫明，字子明
- 公孫揮
- 公孫夏
- 公子固，字子成，齊頃公子
- 公子鑄，字子工，齊頃公子，公子固弟
- 公孫青，字子石
- 公孫晳，字子韓，齊頃公孫
- 公孫捷，字子車，齊頃公孫
- 子山，齊頃公孫，一作子商之子
- 子商，齊頃公孫
- 子周，齊頃公孫

### 齊國卿大夫

#### 公族
欒氏
- 公子堅，字子欒
- 公孫灶，字子雅，公子堅子
- 欒施，字子旗

高氏
- 公子祁，字子高
- 公孫蠆，字子尾，公子祁子
- 高彊，字子良，公孫蠆子

國氏
- 國懿仲
- 國莊子國歸父，國懿仲子
- 國武子國佐，國歸父子
- 國勝，國佐子
- 國景子國弱，國佐子
- 國惠子國夏，國弱子
- 國書，國夏子
- 國悼子國觀，國書子
- 國成伯國高父，國觀子

高氏
- 高敬仲高傒
- 高莊子高虎，高傒子
- 高酀，高敬仲曾孫
- 高頃子高傾子，高莊子子
- 高宣子高固，高頃子子
- 高無咎，高固子
- 高厚，高固子
- 高武子高偃，高頃子孫
- 高弱，高無咎子
- 高齮，高弱子
- 高止，字子容，高厚子
- 高豎，高止子
- 高昭子高張，高偃子
- 高襄子高發，高偃子
- 高無丕，高張子

崔氏
- 崔夭，齊丁公後代
- 崔成子崔杼，崔夭子
- 崔成，崔杼子
- 崔彊，崔杼子
- 崔明，崔杼子
- 崔如，崔彊子

慶氏
- 慶克
- 慶封，字子家，慶克子
- 慶佐，慶克子
- 慶奊
- 慶舍，字子之，慶封子
- 慶嗣，字子息，慶封子

盧蒲氏
- 盧蒲就魁
- 盧蒲嫳
- 盧蒲癸

閭丘氏
- 閭莊子閭丘产
- 閭丘嬰，閭丘产子
- 閭武子閭丘明
- 閭丘息

隰氏
- 隰武子隰朋，齊莊公曾孫
- 隰武子隰鉏
- 隰黨

東郭氏
- 東郭偃，齊桓公孫
- 東郭書
- 東郭買
- 东郭牙

北郭氏
- 北郭佐，字子車
- 北郭啟

南郭氏
- 南郭偃

#### 諸氏族
晏氏
- 晏桓子晏弱
- 晏平仲晏嬰，晏桓子子
- 晏氂，晏平仲子
- 晏圉，晏平仲子
- 晏父戎，晏氂子

鮑氏
- 鮑敬叔
- 鮑叔牙，鮑敬叔子
- 鮑點
- 鮑莊子鮑牽，鮑叔牙曾孫
- 鮑文子鮑國，鮑叔牙曾孫
- 鮑牧，鮑國曾孫

管氏
- 管至父
- 管敬仲管夷吾（管仲）
- 管于奚
- 管修

陳氏、田氏
- 田敬仲陳完，陳厲公子
- 陳穉，字孟夷，陳完子
- 田湣，字孟莊，陳穉子，後為田氏
- 田文子（陈文子）田須無，田湣子
- 田桓子（陈桓子）田無宇，須無子
- 田豹，字子皮，田文子孫
- 田武子田開，田無宇子
- 田僖子（陈僖子）田乞，田無宇子
- 田書，字子占，田無宇子
- 田昭子田莊，田乞子
- 田瓘，字子玉，田乞子
- 田成子（陈成子）田恒，避漢諱作田常，田乞子
- 田簡子田齒，田乞子
- 田宣子田夷，田乞子
- 田穆子田安，田乞子
- 田意茲
- 田盈，字子芒，田乞子
- 田惠子田得，田乞子
- 田襄子田盤，田恒子
- 田莊子田白，田盤子
- 陳逆，字子行

邴氏
- 邴歜
- 邴夏
- 邴師
- 邴意茲

王氏
- 王湫
- 王何
- 王猛
- 王甲
- 王豹
- 王黑

宛氏
- 宛茷
- 宛何忌

賈氏
- 賈舉
- 賈寅

棠氏
- 棠公
- 棠無咎，棠公子

申氏
- 申鮮虞
- 申摯
- 申蒯

工僂氏
- 工僂會
- 工僂灑

顏氏
- 顏庚（顏涿聚）
- 顏晉，顏庚子（《左傳》哀二十七）

華氏
- 華周，一名華免
- 華還

郭氏
- 郭最
- 郭榮

召氏
- 召忽
- 召揚

商氏
- 商子車
- 商子游

烏氏
- 烏餘
- 烏枝鳴

襄氏
- 襄罷師
- 襄伊

大史氏
- 史囂
- 大史子餘
- 大史
- 南史氏

卜祝
- 上之登
- 祝佗父
- 祝固

嬖寺
- 寺人貂，又作竖刁
- 雍巫，又作易牙
- 夙沙衛

### 其他
- 連稱
- 徒人費
- 石之紛如
- 孟陽
- 王子成父，又作王子城父
- 雍廪，又作雍林
- 卫开方
- 仲孫湫
- 賓須無
- 蔡朝
- 公子強
- 逢丑父
- 鄭周父
- 析文子析歸父
- 殖綽
- 穀榮
- 王孫揮
- 成秩
- 莒恒
- 曹開
- 邢公
- 牢成
- 狼蘧疏
- 侯朝
- 閻職
- 桓跳
- 夏之禦寇
- 燭庸之越
- 杞殖，即杞梁
- 杞梁妻
- 公孫敖
- 封具
- 鐸父
- 僂堙
- 鬷蔑
- 麻嬰
- 渻竃
- 孔虺
- 司馬竈
- 梁嬰
- 公孫傁
- 梁丘據，字子游
- 裔欵
- 子囊帶
- 籍丘子鉏
- 犂彌
- 闞止，字子我
- 江說
- 弊無存
- 朱毛
- 公孟綽
- 宗僂，字子陽
- 桑掩胥
- 諸御鞅
- 萊章
- 弦多，一名弦施
- 州綽，本魯人
- 臧紇，本魯人
- 王孫氏，伍員子
- 中行文子荀寅，本晉人（《左傳》哀二十七）
- 莊賈

## 青铜器
- 丰觥
- 齐侯匜

## 流行文化和影視形像
- 電子遊戲《仙劍奇俠傳三》中的第二女主角龍葵即戰國時期的公主。

## 註解
1. ↑  《春秋·庄公九年》：夏，公伐齐纳子糾。齐小白入于齐。
2. ↑  《左传·定公四年》：其载书云：‘王若曰：晋重、鲁申、卫武、蔡甲午、郑捷、齐潘、宋王臣、莒期。’
3. ↑  《史記·齊太公世家》四年，魯桓公與夫人如齊。齊襄公故嘗私通魯夫人。魯夫人者，襄公女弟也，自釐公時嫁為魯桓公婦，及桓公來而襄公復通焉。
《史記·魯周公世家》三年，使揮迎婦於齊為夫人。六年，夫人生子，與桓公同日，故名曰同。同長，為太子。
4. ↑  《史記·晉世家》：「太子申生，其母齊桓公女也，曰齊姜，早死。申生同母女弟為秦穆公夫人。」《毛詩序·詩經·國風·秦·渭陽》：《渭陽》，康公念母也。康公之母，晉獻公之女，文公遭麗姬之難未反，而秦姬卒，穆公納文公，康公時為大子，贈送文公於渭之陽，念母之不見也，我見舅氏，如母存焉。及其即位，思而作是詩也。